# فیلانگلی
فیلانگلی (به انگلیسی: Fillongley) یک روستا و محله مدنی در بریتانیا است که در شمال وارویکشر واقع شده‌است. فیلانگلی ۱٬۴۸۴ نفر جمعیت دارد.